# Sialkot
Siyālkoṭ (Urdu: سیالکوٹ), è una città del Pakistan situata nella regione di Punjab.

## Storia
Secondo il racconto leggendario dell'epopea indiana Mahabharata, Sialkot sarebbe stata fondata dal Raja (re) Shalya, uno zio dei Pandava. Potrebbe essere stato il luogo della battaglia di Sangala, in cui Alessandro Magno inflisse una sconfitta alla tribù indiana dei Catai nel 326 a.C. In seguito, l'antica Sakala fu probabilmente costruita sul sito dell'attuale Sialkot, che fu la città residenziale del re indo-greco Menandro I, che regnò intorno alla metà del II secolo a.C. Già nota come Sāgalā e Euthydemia, fu la città dove venne ambientato il Milindapañha.
Nella prima metà del VI secolo d.C., Sakala fu la capitale del sovrano Mihirakula, appartenente agli Unni iraniani. Nel 1849, Sialkot fu conquistata dagli inglesi insieme all'intero Punjab. Successivamente, fu capitale di un distretto dell'attuale provincia indiana britannica del Punjab. Nel 1867 vennero incorporati diversi villaggi limitrofi.

## Architettura
A Sialkot si trovano diversi edifici di rilevanza storica, oltre a esempi di architettura coloniale britannica. Tra gli edifici più famosi c'è la casa natale dello scrittore Allama Iqbal. Nel centro della città, su una collina che potrebbe essere stata abitata 5000 anni fa, si trova il "Forte di Sialkot", fondato nel II secolo, che è stato ricostruito e ampliato più volte e di cui rimangono le mura in mattoni e una torre rotonda. Al centro del forte è stata creata una piccola area verde dove è stato collocato un carro armato catturato nel 1965 durante le dispute di confine con l'India e dove si trova un edificio amministrativo, considerato un punto di riferimento di Sialkot. 
La stazione ferroviaria, la Cattedrale della Santissima Trinità, completata nel 1852, e la torre dell'orologio, costruita intorno al 1800, risalgono al periodo coloniale britannico.

## Economia
Confina con l'India, ed è posta 125 km a nord-ovest di Lahore, e a pochi chilometri da Jammu. È una città industriale, specializzata nella produzione di palloni di tutti i tipi.
Nel 2008 è stato inaugurato l'aeroporto che comprende voli internazionali, quello di Allama Iqbal.